# Eternell

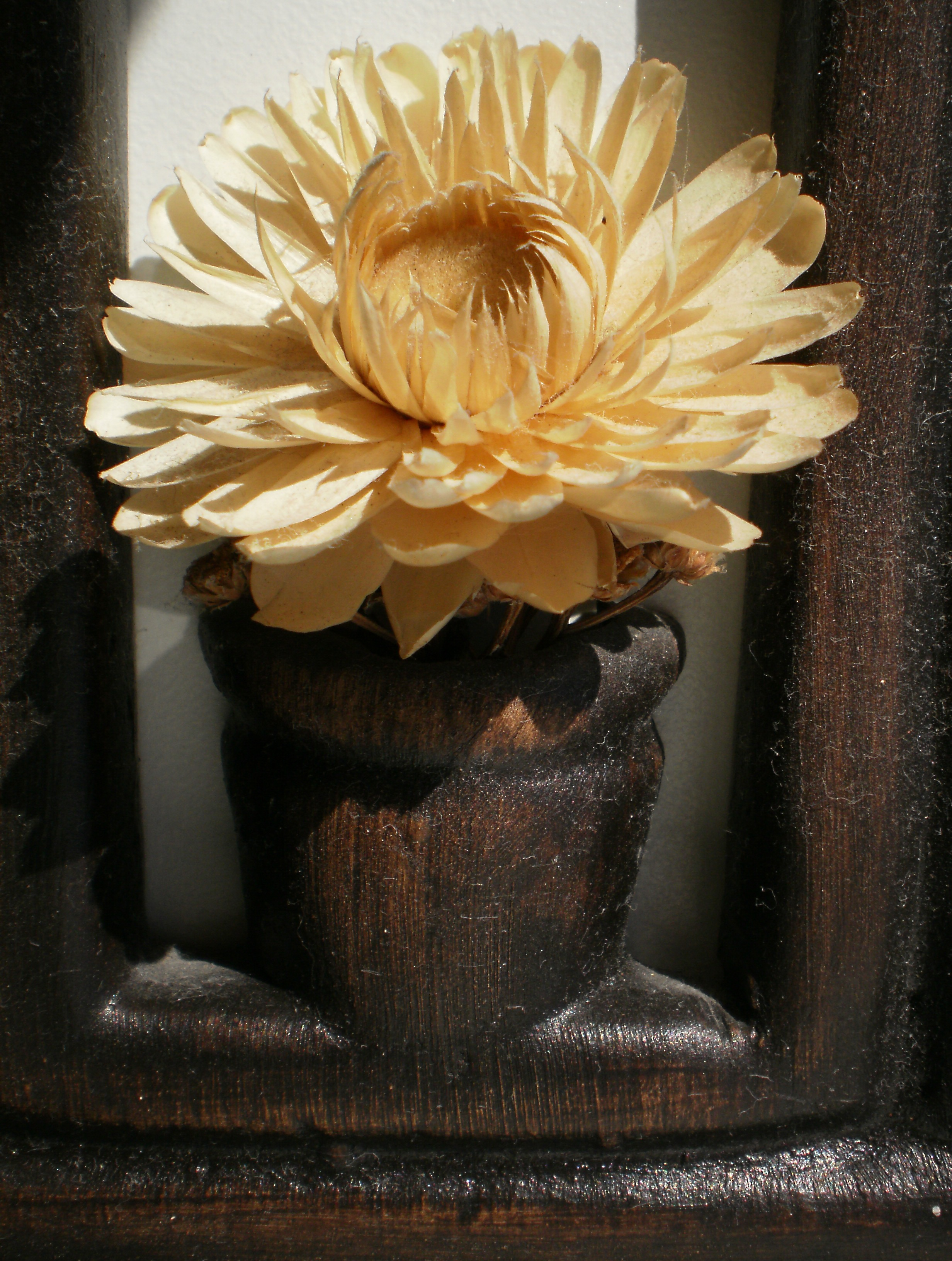
Litet arrangemang med eternell.

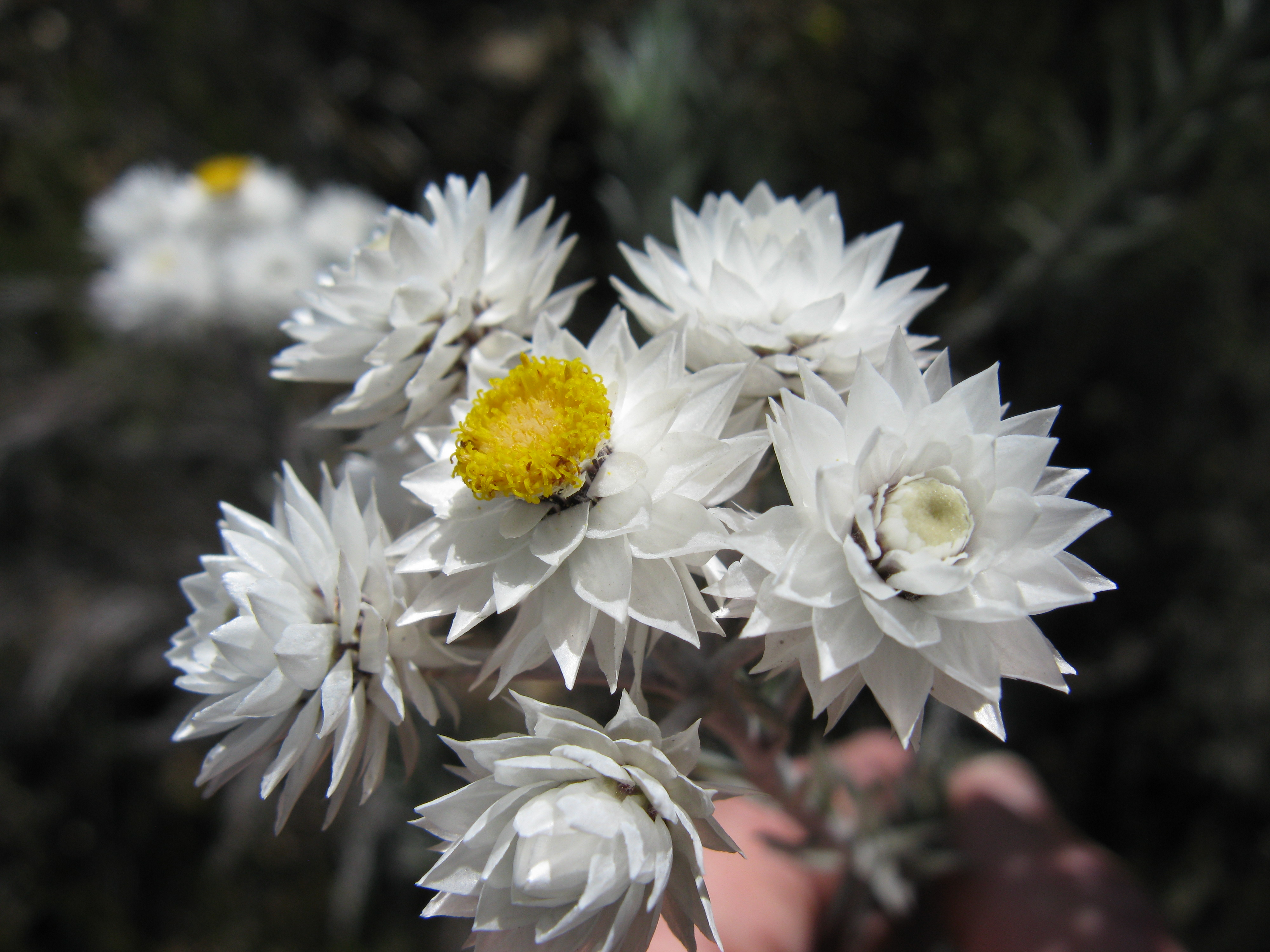
Syncarpha, en korgblommig växt (med dekorativa holkfjäll) som passar till eternell.

Eterneller, även immorteller, evighetsblomster och evighetsblomma, är blommande växter som efter behandling, ofta torkning, behåller sin form och färg under lång tid. Eterneller används som dekoration.
Eterneller blev populärt i Sverige under 1700-talet för att sedan bli vanligare under andra hälften av 1800-talet. Under 1800-talets slut uppstod de så kallade "makartsbuketterna", efter den österrikiske konstnären Hans Makart. Dessa brukades i heminredningen och är en bukett eterneller som hängs platt på väggen.
Traditionellt skall torkningen ske i buketter, som hängs i stjälkarna med blommorna nedåt. Det är bara sådana arter som någorlunda behåller färgen efter torkningen som duger som eterneller. De ska heller inte tappa kronbladen för lätt. Växter med skyltande högblad eller foderblad kan också passa bra, samt många gräs.

## Exempel
Exempel på art som passar för torkning till eternell är:
- Smörblomma[2]
- Pärleternell
- Ljung[2]
- Riddarsporre[2]
- Stormhatt[2]
- Dipsacus

## Etymologi
Eternell, lånord från franska éternelle med samma betydelse, avlett från latinets "aeternus" (evig). Ordet "eternell" är belagt i svenska språket sedan 1805.